# Manuel Quiroga Carril
Manuel Gregorio Quiroga del Carril (San Juan, ca, 1792 - ca. 1835) fue un militar argentino que participó en la guerra de la independencia argentina en las campañas libertadoras de Chile y Perú, y que fue gobernador de la provincia de San Juan entre enero de 1827 y noviembre de 1828.

## Biografía
Era hijo de Juan Antonio Quiroga y Damiana del Carril, ambos sanjuaninos. En enero de 1815 se incorporó como portaestandarte al regimiento de Voluntarios de Caballería de San Juan a órdenes de su hermano, el entonces capitán Buenaventura Quiroga del Carril; ese cuerpo formaba parte del que después sería llamado Ejército de los Andes, y en diciembre de 1816 fue nombrado ayudante mayor del Batallón de Infantería Nº 11, a órdenes del general Juan Gregorio de Las Heras.
Iniciado el cruce de los Andes, a órdenes de Las Heras participó en el combate de Uspallata y en la batalla de Chacabuco. Posteriormente combatió en Curapaligüe, Gavilán, el asalto de Talcahuano, Cancha Rayada y en la definitoria batalla de Maipú. Participó en la segunda campaña al sur de Chile, combatiendo en la zona de Chillán. El 5 de julio obtuvo la baja del servicio, que había solicitado, y se incorporó al Ejército de Chile.
Incorporado al Batallón Nº 11 de Cazadores de Chile con el grado de mayor, participó en la Expedición Libertadora del Perú, en la cual participó en varias operaciones menores y en la Primera Campaña de Intermedios, en la que combatió en las batalla de Torata y Moquegua. Poco después regresó a Chile, donde permaneció varios años en distintos destinos, con el grado de teniente coronel.
Regresó a fines de 1826 a la Argentina, radicándose nuevamente en su natal San Juan. Por el prestigio ganado en la guerra de independencia, y por influencia de su hermano Buenaventura, aliado del caudillo federal Facundo Quiroga, fue elegido gobernador de la provincia de San Juan el 17 de enero de 1827 por una reunión de notables.
Durante su gestión reunió un segundo contingente de tropas sanjuaninas para participar en la guerra del Brasil y colaboró con la reunión de fondos para la Armada Argentina, a órdenes de Guillermo Brown. Firmó con las otras provincias de Cuyo el Tratado de las Lagunas de Guanacache, el 1 de abril, por el cual las provincias coordinaban sus esfuerzos en la lucha por la organización federal del país. Fracasó, en cambio, en sus negociaciones con el gobernador cordobés Juan Bautista Bustos para organizar un congreso federal en San Luis.
Intentó solucionar sus limitaciones económicas con la contratación de un empréstito de 8000 pesos fuertes que debía ser suscripto por los comerciantes de la provincia, que además pagaban sus impuestos con mucho retraaso, pero éstos se negaron a colaborar. En vista de su fracaso económico, presentó la renuncia el 7 de abril de 1827, pero la misma fue rechazada por la Legislatura. El resto de su mandato estuvo signado por los avatares de la guerra civil y por las limitaciones presupuestarias. tras haber presentado varias renuncias a su cargo, finalmente le fueron aceptadas el 24 de octubre de 1828, aunque Quiroga Carril debió continuar en su cargo hasta la asunción de su sucesor, Timoteo Maradona, que ocupó el mando el 30 de noviembre.
A su pedido, en marzo de 1829 pasó a retiro en el Ejército de Chile. En el mes de junio fue enviado por el gobernador José María Echegaray al frente de tropas para apoyar al ejército que reunía Facundo Quiroga para enfrentar al general José María Paz, que había derrocado a Bustos en Córdoba. Parte de esa división se sublevó y, aunque los desertores fueron capturados, esta revuelta impidió la participación de los sanjuaninos en la campaña que culminó en la batalla de La Tablada.
En 1831 volvió a tomar el mando del ejército de su provincia tras la derrota de los unitarios en la batalla de Rodeo de Chacón, acompañó al ejército federal hasta la provincia de Tucumán y participó en la batalla de La Ciudadela al mando de un batallón de infantería.
El alejamiento de Facundo Quiroga hacia Buenos Aires y su posterior asesinato alejaron al coronel Quiroga Carril de la política local, especialmente bajo el gobierno de Martín Yanzón, durante el cual se cree que falleció en la ciudad de San Juan. Estaba casado con María del Rosario Quiroga, nacida en Concepción, Chile.